# Pagodatrochus
Pagodatrochus is een geslacht van weekdieren uit de klasse van de Gastropoda (slakken).

## Soorten
- Pagodatrochus antistitensis Lozouet, 1998 †
- Pagodatrochus sandbergeri (Füchs, 1870) †
- Pagodatrochus variabilis (H. Adams, 1873)